# Musique de la gendarmerie mobile
La Musique de la gendarmerie mobile fait partie des musiques militaires de la place de Paris, placée sous l’autorité du Commandant de la Région de Gendarmerie de Paris et du Gouverneur militaire de Paris. À ce titre, elle accompagne les grandes cérémonies de la capitale pour les plus hautes autorités de l’État. Ses missions comprennent aussi les concerts, festivals et grandes manifestations culturelles auxquels elle est régulièrement invitée. De plus, elle participe aux prises d’armes et défilés au profit de la Gendarmerie Nationale.
Cette formation militaire possède un répertoire éclectique : classique, variété, moderne, contemporain et jazz à travers une large palette d’ensembles distincts : orchestre complet, orchestre d’harmonie, batterie-fanfare, big band, quintette de cuivres ou quintette à vent. C’est pourquoi les créations ne sont pas exemptes de son catalogue et la formation souhaite promouvoir tous les styles de musique et en particulier la musique militaire traditionnelle.
La Musique de la gendarmerie mobile est commandée par un officier chef de musique et un officier tambour-major. Les musiciennes et musiciens sont exclusivement sous-officiers ou gendarmes adjoints volontaires, lauréats des conservatoires nationaux, des concours nationaux et internationaux ou des confédérations musicales. Leur recrutement s’effectue sur audition.
Créée en 1934, la Musique de la gendarmerie mobile est stationnée à Ivry-sur-Seine (Val-de-Marne). Assurant de nombreuses prestations tout au long de l’année, elle est l’ambassadrice de la Gendarmerie Nationale et des traditions militaires françaises dans l’hexagone mais aussi à l’étranger.